# Udarnik

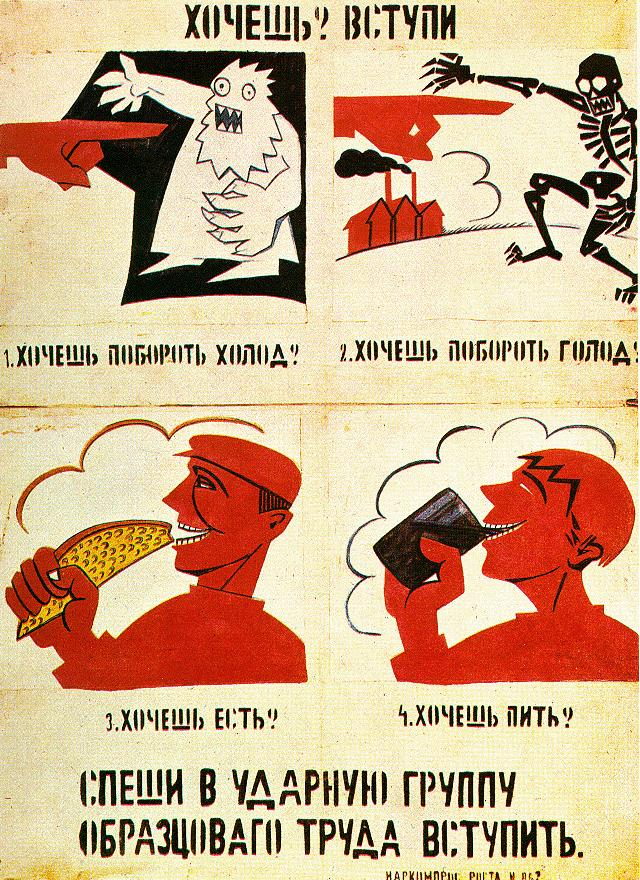
Manifesto Agit-prop di Vladimir Majakovskij con scritto: "Lo vuoi? Aderisci.
1. Vuoi superare il freddo?
2. Vuoi superare la fame?
3. Vuoi mangiare?
4. Vuoi bere?
Affrettati ad aderire al gruppo di lavoro avanzato esemplare!"

Udarnik (AFI: [ʊˈdarnʲɪk], in russo уда́рник?, udárnik) era il nome dato ad un lavoratore altamente produttivo in Unione Sovietica, nel blocco orientale e in altri paesi socialisti. Il termine deriva dall'espressione udarnyj trud, ovvero "superproduttivo, lavoro entusiastico".
In Unione Sovietica, il termine era legato al titolo onorifico di Udarnik kommunističeskogo truda (Ударник коммунистического труда), come anche a Aleksej Grigor'evič Stachanov e allo stacanovismo. Tuttavia, la definizione è stata usata anche in altri stati socialisti, principalmente in Cina, Corea del Nord, Repubblica Popolare di Bulgaria e Repubblica Socialista Federale di Jugoslavia.
L'ideologia dietro la promozione degli udarniki era quella dell'emulazione socialista da parte della forza lavoro.

## Polonia
Nella Repubblica Popolare di Polonia, un termine simile al sovietico udarnik era przodownik pracy ("lavoratore modello"), un calco linguistico dal russo peredovik proizvodstva, letteralmente "leader nella produzione". Vista come la versione polacca del movimento stacanovista, gli operai più famosi e virtuosi ricevevano il titolo di przodownik pracy, come Piotr Ożański e in particolare lo "Stachanov polacco" Wincenty Pstrowski, un minatore che nel 1947 raggiunse il 270% dell'efficienza prevista in un mese. In seguito, Pstrowski morì per un'operazione ai denti mal riuscita, ma secondo l'opinione popolare e la propaganda ufficiale era morto per un esaurimento mortale.

## Cecoslovacchia
Nella Repubblica Socialista Cecoslovacca, un udarnik veniva chiamato úderník (con una leggera differenza di pronuncia tra il ceco e lo slovacco). Gli úderníci erano una élite di lavoratori che avevano superato le loro quote di produzione e che venivano usati dal Partito Comunista per la propaganda. Questo superamento delle quote di produzione veniva raggiunto al costo di una qualità inferiore, assenza di regolamenti sulla sicurezza e mancanza di preoccupazione per la salute personale. Gli úderníci di solito non eseguivano dei compiti minori imposti dagli standard lavorativi che avrebbero dovuto seguire. Tali compiti venivano svolti da altri lavoratori, anche se questo lavoro veniva conteggiato nella quota degli úderníci.